# Marquesado de Vargas Llosa

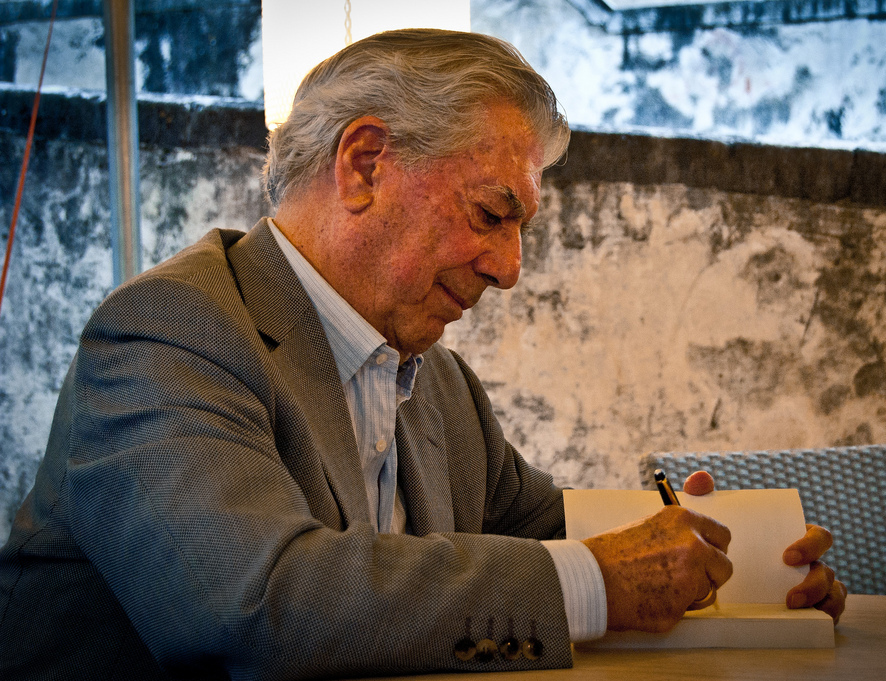
Jorge Mario Pedro Vargas Llosa, i marqués de Vargas Llosa.

El marquesado de Vargas Llosa es un título nobiliario español, creado el 3 de febrero de 2011 por el rey Juan Carlos I para reconocer la labor del escritor peruano, nacionalizado español, Mario Vargas Llosa, Premio Príncipe de Asturias de las Letras (1986), Premio Cervantes (1994) y Premio Nobel de Literatura (2010).

## Denominación
La denominación de esta dignidad nobiliaria refiere a ambos apellidos, paterno y materno, por los que es universalmente conocido su titular.

## Carta de otorgamiento
El marquesado de Vargas Llosa fue creado mediante el Real Decreto 134/2011, de 3 de febrero de 2011 (BOE del 4 de febrero), expidiendo la correspondiente Real Carta de Concesión por la «extraordinaria contribución de don Jorge Mario Vargas Llosa, apreciada universalmente, a la Literatura y a la Lengua española».

## Recepción de la merced por el agraciado
Al conocer la noticia sobre el otorgamiento de esta distinción, el escritor tomó con beneplácito el título conferido, señalando que «los cholos hemos llegado a la aristocracia española», y precisando que pese al título seguiría siendo «un plebeyo». Sin embargo, agradeció el gesto del Rey de España al que calificó de «muy cariñoso».

«Hay que tomarlo con humor, viviendo y siendo de un país republicano que no reconoce títulos nobiliarios, pero por otra parte siento agradecimiento porque es un gesto muy cariñoso del Rey de España y es una sorpresa descomunal pues jamás imaginé que me harían Marqués».
Mario Vargas Llosa (2011).

## Marqueses de Vargas Llosa
|                            | Titular                        | Periodo                    |
| Creación por Juan Carlos I | Creación por Juan Carlos I     | Creación por Juan Carlos I |
| -------------------------- | ------------------------------ | -------------------------- |
| I                          | Jorge Mario Pedro Vargas Llosa | 2011-2025                  |

## Historia de los marqueses de Vargas Llosa
- Jorge Mario Pedro Vargas Llosa, i Marqués de Vargas Llosa.

Casó con su prima Patricia Llosa Uriquidi, se divorciaron en 2016 y tuvieron los siguientes hijos: Álvaro Vargas Llosa (1966-), Gonzalo Vargas Llosa (1967-) y Morgana Vargas Llosa (1974-).